# سول-إيلتسك
سول-إيلتسك (بالروسية: Соль-Илецк) هي إحدى مدن روسيا في الكيان الفدرالي الروسي أورنبرغ أوبلاست.

## توأمة
لسول-إيلتسك اتفاقيات توأمة مع:
- توتما